# Luboradz (imię)
Luboradz – staropolskie imię męskie, złożone z członów Lubo- ("miły, luby, kochany") i -radz (radzić – dawniej "troszczyć się, dbać o coś"). Imię to mogło oznaczać "tego, kto troszczy się o tych, których kocha".
Luboradz imieniny obchodzi 22 grudnia.